# 무하지룬
무하지룬(Muhajirun, المهاجرون‎)은 헤지라 때 무함마드와 행동을 같이한 이슬람교 집단을 말한다. 헤지라 교우(敎友)는 이들 그룹이었다.
메디나의 이슬람 교단은 무하지룬과 안사르 두 집단의 연합체였으며, 양자의 관계는 초기 메디나 교단이 헌장에 규정되었다. 메디나에서 이슬람 교단의 발전함에 따라 메카로부터 새로운 무하지룬이 부단히 흘러 들어오게 되었다. 